# Anton Lorenz (Politiker, 1888)
Anton Lorenz (* 29. August 1888 in Jerxheim; † 26. Februar 1960 in Wismar) war ein deutscher Politiker (CDU). Er war Ingenieur und von 1948 bis 1952 Mitglied im mecklenburgischen Landtag und später Abgeordneter des Bezirkstages Rostock.

## Leben
Anton Lorenz besuchte bis 1902 die Volksschule und ließ sich bis 1905 zum Schlosser ausbilden. Nach mehrjähriger Gesellentätigkeit, bildete er sich ab 1911 in der Fachschule für Maschinentechnik in Braunschweig und ab 1912 am Technikum Mittweida zum Elektroingenieur weiter. Er nahm als Soldat am Ersten Weltkrieg teil. Von 1919 bis 1925 war Lorenz Betriebsleiter in Wismar, bevor er sich dort 1926 als Elektromeister selbstständig machte. Politisch war Lorenz vor 1933 im Zentrum organisiert und gehörte dem christlichen Metallarbeiterverband an.
Im August 1945 schloss sich Anton Lorenz der CDU an und gründete gemeinsam mit Willy Ruthenberg die Wismarer Ortsgruppe. Lorenz übernahm von Ruthenberg den Orts- und später auch den Kreisvorsitz, 1948 rückte er für Werner Jöhren in den mecklenburgischen Landtag nach, dem er auch in der 2. Wahlperiode angehörte. Nach Auflösung des Landtags 1952 wurde Lorenz Abgeordneter im Bezirkstag Rostock.